# Вардан II
Вардан II (род. неизвестно — 711) — последний царь Кавказской Албании, правивший в 694 - 711 годах (совместно с братом Гагиком I).. 

## Биография
Происходил из династии Михранидов. Сын царя Вараза Трдата I и Спарамы. В 694 году его отец Вараз Трдат I объявил Вардана вместе с братом Гагиком царем Кавказской Албании. В том же году фактически оказался в плену у византийского императора Юстиниана II. Вскоре власть захватила его мать Спарама вместе со своим фаворитом Шеру. В 695 году Вардан вместе с братом отправлен в Константинополь. Здесь он находился до 699 года.
В 699 голу он совместно сумел с отцом и братом вернуться в Кавказскую Албанию, где помогал Варазу Трдату I в борьбе с нападениями арабов. В 705 после смерти последнего разделил власть с братом Гагиком I, но не смог подтвердить царский титул.
С 708 года в союзе с Византией воевал против Арабского халифата. В 711 году вместе с Гагиком I погиб в одной из битв (по другим сведениям умер в результате эпидемии). Власть получил сын Нарсе.
По словам Мовсеса Каганкатваци, он отправился в Константинополь вместе со своим отцом в 694 году и оставался рабом до 711 года. Однако неизвестно, как он в те годы присоединился к павликанскому движению. По словам Кирилла Туманова, он правил Кавказской Албанией и умер после 710 года.